# هيديو يوكوياما
هيديو يوكوياما (باليابانية: 横山秀夫)‏ (17 يناير 1957 في طوكيو - ) روائي من اليابان.

## روابط خارجية
- هيديو يوكوياما على موقع IMDb (الإنجليزية)
- هيديو يوكوياما على موقع قاعدة بيانات الفيلم (الإنجليزية)